# Tabliczki do znaków drogowych
Tabliczki do znaków drogowych – dodatkowe tabliczki umieszczane pod tarczami znaków drogowych wyrażające uzupełnienie treści znaku poprzez podanie dodatkowych informacji wskazujących zakres obowiązywania zakazu, występowania niebezpieczeństwa itp.
W Polsce tabliczki do znaków drogowych określa Rozporządzenie w sprawie znaków i sygnałów drogowych, a zakres ich stosowania – Rozporządzenie w sprawie szczegółowych warunków technicznych dla znaków i sygnałów drogowych oraz urządzeń bezpieczeństwa ruchu drogowego i warunków ich umieszczania na drogach. Mają kształt prostokątny, z czarnym obrazem i tłem w kolorze zgodnym z tłem grupy znaków, do którego odnosi się tabliczka. W całej Europie stosowany jest jednolity system symboli zgodny z Konwencją wiedeńską o znakach i sygnałach drogowych z 1968 r. Występują niewielkie różnice graficzne oraz kolorystyczne (w większości krajów stosowane jest tło barwy białej do znaków ostrzegawczych).

## Opisy tabliczek
| znak | Informacja |
| ---- | --- |
|      | T-14: tabliczka wskazująca miejsce częstych potrąceń pieszych                                                                     |
|      | T-14a: tabliczka wskazująca miejsce częstych zderzeń z poprzedzającymi pojazdami                                                  |
|      | T-14b: tabliczka wskazująca miejsce częstych zderzeń czołowych                                                                    |
|      | T-14c: tabliczka wskazująca miejsce częstych zderzeń z tramwajami                                                                 |
|      | T-14d: tabliczka wskazująca przejazd kolejowo–drogowy, na którym warunki powodują szczególne niebezpieczeństwo powstania wypadków |

| znak | Informacja                                                    |
| ---- | ------------------------------------------------------------- |
|      | T-16: tabliczka wskazująca miejsce wyjazdu wozów strażackich  |
|      | T-16a: tabliczka wskazująca miejsce wyjazdu karetek pogotowia |

| znak | Informacja                                                                                                   |
| ---- | --- |
|      | T-18: tabliczka wskazująca nieoczekiwaną zmianę kierunku ruchu o przebiegu najpierw w lewo, a potem w prawo  |
|      | T-18a: tabliczka wskazująca nieoczekiwaną zmianę kierunku ruchu o przebiegu najpierw w prawo, a potem w lewo |
|      | T-18b: tabliczka wskazująca nieoczekiwaną zmianę kierunku ruchu o przebiegu w lewo                           |
|      | T-18c: tabliczka wskazująca nieoczekiwaną zmianę kierunku ruchu o przebiegu w prawo                          |

| znak | Informacja                                                                                            |
| ---- | --- |
|      | T-30a: tabliczka wskazująca postój całego pojazdu na chodniku równolegle do krawężnika                |
|      | T-30b: tabliczka wskazująca postój całego pojazdu na chodniku prostopadle do krawężnika               |
|      | T-30c: tabliczka wskazująca postój całego pojazdu na chodniku skośnie do krawężnika                   |
|      | T-30d: tabliczka wskazująca postój na chodniku kołami przedniej osi pojazdu prostopadle do krawężnika |
|      | T-30e: tabliczka wskazująca postój na chodniku kołami przedniej osi pojazdu skośnie do krawężnika     |
|      | T-30f: tabliczka wskazująca postój całego pojazdu na jezdni prostopadle do krawężnika                 |
|      | T-30g: tabliczka wskazująca postój całego pojazdu na jezdni skośnie do krawężnika                     |
|      | T-30h: tabliczka wskazująca postój na chodniku kołami jednego boku pojazdu równolegle do krawężnika   |
|      | T-30i: tabliczka wskazująca postój całego pojazdu na jezdni równolegle do krawężnika                  |

| znak | Informacja                 | Szczegóły |
| ---- | -------------------------- | --- |
|      | T-31a: tunel kategorii „A” | Dla której nie wprowadzono ograniczeń ruchu pojazdów przewożących towary niebezpieczne. |
|      | T-31b: tunel kategorii „B” | Dla której wprowadzono zakaz wjazdu pojazdów przewożących towary zagrażające wybuchem o bardzo dużym zasięgu, np. wybuchem podgrzanej cysterny ze skroplonym gazem palnym (LPG). Wybuch może spowodować śmierć wszystkich osób znajdujących się w tunelu oraz zniszczenie jego wyposażenia i uszkodzenie konstrukcji. |
|      | T-31c: tunel kategorii „C” | Dla której wprowadzono zakaz wjazdu pojazdów przewożących towary zagrażające wybuchem o bardzo dużym zasięgu (np. gazy sprężone w cysternach) oraz towary zagrażające masowym zatruciem (np. gazy trujące w cysternach).                                                                                              |
|      | T-31d: tunel kategorii „D” | Dla której wprowadzono zakaz wjazdu pojazdów przewożących towary zagrażające wybuchem o bardzo dużym zasięgu, towary zagrażające masowym zatruciem oraz towary zagrażającym pożarem o bardzo dużym zasięgu (np. ciecze palne w cysternach).                                                                           |
|      | T-31e: tunel kategorii „E” | Dla której wprowadzono zakaz wjazdu pojazdów przewożących jakiekolwiek towary niebezpieczne w ilościach wymagających oznakowania tablic barwy pomarańczowej, z wyjątkiem niektórych materiałów promieniotwórczych, odpadów medycznych i próbek diagnostycznych.                                                       |